# Robert Oelbermann
Robert Oelbermann (* 24. April 1896 in Bonn; † 29. März 1941 im KZ Dachau) war der Gründer des Nerother Wandervogels.

## Leben

### Jugend
Robert Oelbermann wurde 1896 in Bonn – gemeinsam mit seinem Zwillingsbruder Karl – geboren. In bürgerlichen Verhältnissen wuchsen sie mit vier weiteren Brüdern auf. 1908 verloren sie ihren Vater. Sie besuchten gemeinsam die Vorschule des städtischen Gymnasiums und später die Realschule. In ihrer Freizeit waren sie in einem Bibelkreis aktiv und nahmen an einigen Ferienlagern teil. Als die Mutter 1910 schwer erkrankte, kamen beide Jungen in das evangelische Alumnat nach Lennep im Bergischen Land. 1911 traten die Zwillingsbrüder Robert und Karl in den Wandervogel ein. Das naturverbundene Leben im Wandervogel und auf ihren Fahrten brachte sie zur Entscheidung, als landwirtschaftliche Eleven in Schleswig-Holstein zu arbeiten.

### Der Erste Weltkrieg
Zu Kriegsausbruch 1914 meldeten sie sich freiwillig beim Bonner Husarenregiment und zogen nach ihrer militärischen Ausbildung mit dem Infanterieregiment 29. ins Feld. 1917 wurde Robert am Bein verletzt und musste aus dem Militärdienst ausscheiden. Robert wurde, gemeinsam mit seinem Bruder, der den Dienst ebenfalls beendete, um seinen Bruder zu pflegen, mit dem Eisernen Kreuz Erster Klasse ausgezeichnet.

### Gründung einer neuen Wandervogelbewegung
Fasziniert von den Ideen des Reformpädagogen Gustav Wyneken träumten Robert und Karl nach dem Krieg von der Idee einer Jugendburg. Im Wandervogel e. V. kämpfte Robert gegen die Resignation und für einen neuen Aufbruch. 1918 veröffentlichte Robert einen Kampfruf an die „entschiedene Jugend“, in welchem unter anderem stand: „Ihr wiegelt auf, doch begeistern könnt ihr nicht ihr falschen Führer. Ihr könnt nur schwätzen in Form von Flugblättern und revolutionären Reden. Wahre Führer schweigen und handeln. Der einzige König ist Wyneken, doch die wahren haben es schon erkannt und so werdet ihr den Wandervogel nicht länger schänden und benutzen.“
In der Neujahrsnacht 1919/20 gründete Robert Oelbermann in der Mühlsteinhöhle am Nerother Kopf, unweit des Dorfes Neroth in der Vulkaneifel, mit sieben ausgewählten Freunden – seinem Zwillingsbruder Karl, L. Heller, L. Barbens, K. Kohl, H. Speicher, H. Frank und A. Sahne, den so genannten Ur-Nerommen – den „Geheimbund der Nerommen“. Äußeres Zeichen der Nerommen war das rote Samtbarett. An diesem Abend sprach Robert darüber, dass sie Verantwortung für Jugend und Wandervogel hätten und es ihre Aufgabe sein müsse, die alte Stoßkraft des Wandervogels wieder zu erlangen, wie einst schon Karl Fischer und seine Pachanten. Danach werden von den Nerommen die Weistümer als Grundgesetz verfasst. In den nächsten Monaten folgen mehrere Neuaufnahmen in der Liedberger Höhle und am Märchensee, einem alten Steinbruch in der Nähe von Bonn.
Von Koblenz brach 1920 eine Handvoll Nerommen unter der Führung von Robert Oelbermann zu einer Burgenfahrt auf. Zuerst kamen sie zur Ruine Schöneck, am nächsten Tag dann zur Rauschenburg und, obwohl sie schon glaubten, hier die Jugendburg gefunden zu haben, gingen sie noch weiter, um auch die nicht weit gelegene Burgruine Waldeck zu begutachten. Dort gab es keinen Zweifel mehr: Das sollte die Rheinische Jugendburg werden. Auf einem Gautag des Wandervogelgaues Rheinland Anfang 1920 in Mausaue konnten die Vorhaben der Nerommen in die Tat umgesetzt werden. Die Trennung von den Mädchen wurde vollzogen, und der ganze Gau trat aus dem Wandervogel e. V. aus und dem Alt-Wandervogel unter Ernst Buske bei. Außerdem wurden zwölf Gauadelige gewählt, darunter neun Nerommen, wodurch auch der Wahl von Robert Oelbermann zum Gauführer nichts mehr im Weg stand.
Ostern 1920 fand eine Ritterfahrt zum Bundestag des Wandervogel e. V. statt. Auf dieser Fahrt trafen die Nerommen Karl Fischer. Am Bundestag wurde die Trennung von den Mädchen im gesamten Bund vorgenommen. Der erste Kreuzzug, der zum Gautag auf die Schlossruine Waldeck führte, fand an Pfingsten 1920 statt. Auch Karl Buschhüter war anwesend und fertigte erste Pläne der Jugendburg an. Der „Bund zur Errichtung der Rheinischen Jugendburg“ wurde gegründet und auch sofort eine Satzung erstellt. Die Burg sollte Gedenkstätte für die gefallenen Wandervogelkameraden des Weltkriegs werden. Im August 1920 fand der Bundestag des Alt-Wandervogels auf der Waldeck statt. Die Bundesführung war nicht einverstanden mit der Nerommen-Ritterschaft. Robert, Karl und zwei weitere Nerommen unternahmen von August bis Dezember 1920 eine Fahrt über die Alpen und reisten unerlaubt in Italien ein, was einen längeren Gefängnisaufenthalt zur Folge hatte.
Zur Weihnachtsfeier 1920 trafen sich einige Nerommen im Trierer Wandervogelnest. Anschließend brachen sie zur Waldeck auf, von wo die erste nach dem Haddsch halbernst so genannte Hatschifahrt nach Neroth stattfand. Es waren insgesamt 13 Jungen. Unweit von Schloss Pyrmont erblickten sie auf der Schwanenkirche eine Fahne mit einem kämpfenden Schwan – späteres Bundeszeichen – darauf. In der Nerother Höhle wurde der Nerommen-Gedanke zur Bundesidee.
Im Januar 1921 trafen sich Robert und einige Nerommen mit Ernst Buske im Essener Wandervogelheim. Nach einem langen Gespräch wurde die Ritterschaft der Nerommen von ihrem Treueid entbunden und in Freundschaft aus dem Altwandervogel entlassen. Am 16. Januar 1921 rief Robert Oelbermann in einem Rundbrief an die rheinländischen Wandervögel zur Gründung des Nerother Wandervogels auf. Alle Wandervogelgruppen vom Gau Rheinland bekundeten im Februar und März 1921 ihren Willen, den neuen Wandervogelbund zu gründen. Am 27. März wurde auf der Burg Drachenfels im Wasgau der „Nerother Wandervogel – Deutscher Ritterbund“ gegründet. Drei Orden, unter deren Schirm sich die einzelnen Gruppen sammelten, wurden gebildet und gelobten dem Bund die Treue. Dies waren die Orden der Rabenklaue, der Bockreiter und der Werwölfe. Das blaue Tuch mit dem silbernen, kämpfenden Wildschwan darauf wurde zum Bundeszeichen erklärt. Die Farbe der Liebe und der Freundschaft und die Farbe der Treue, Rot und Blau, wurden die Bundesfarben des Nerother Wandervogels, was sich in den Nerother Samtbaretts zeigte.

### Die dreißiger Jahre – Bauhütte undGroßfahrten
Robert führte mit Schülern Weltfahrten von Afrika über die Kanarischen Inseln, Ägypten, Palästina, Anatolien, den Libanon, Japan und von Nordamerika bis Chile. Auf einer Fahrt lernte er in Indien den Dichter und Weisen Rabindranath Tagore kennen, der 1930 einen Gegenbesuch auf Burg Waldeck machte. Ebenfalls 1930 besuchte die Nerother auf Burg Waldeck Karl Fischer gemeinsam mit Gustav Wyneken zur Einweihung des neuen Säulenhauses. Auf ihren Fahrten drehten die Nerother zahlreiche Filme, und Robert schrieb auch einige Bücher. Mit den Einnahmen aus diesen Arbeiten finanzierten sie den weiteren Ausbau der Jugendburg. Wenn Robert nicht auf Fahrt war, lebte er mit seinen Nerother Wandervögeln auf der Waldeck, wo sie als Bauhütte an der Errichtung der Jugendburg arbeiteten.

### NS-Machtergreifung und das Ende
Nach der „Machtergreifung“ der Nationalsozialisten 1933 wurde der Nerother Wandervogel zur Selbstauflösung gezwungen. Am 18. Juni 1933 wurde die Burg Waldeck von HJ, SA und SS besetzt. Daraufhin erklärte Karl Oelbermann, der Robert, welcher seit 1931 auf Weltreise war, als Bundesführer vertrat, am 22. Juni 1933 den Bund im Deutschen Reich für aufgelöst. Robert Oelbermann widerrief die Auflösung wenig später, musste aber nach seiner Rückkehr nach Deutschland erkennen, dass der Nerother Wandervogel aus Verantwortung gegenüber den jugendlichen Mitgliedern nicht auf Dauer in den Widerstand gegen das NS-Regime gehen konnte. Zum Jahreswechsel 1933/34 löste er den Nerother Wandervogel endgültig auf.
Im Dezember 1934 versuchte Robert noch einmal Geld über die Fahrtenfilme zu organisieren. Er wurde Mitglied der Reichsfilmkammer und gab dort Filme in den Verleih. Der Indienfilm wurde jedoch von der HJ als gefährlich beanstandet. Er würde die Jugend zu unvorbereiteten Auslandsfahrten verleiten. Die erneute Prüfung der Zensur hatte aber ein positives Ergebnis.
Da viele Nerother Wandervögel, wie übrigens auch andere Gruppen aus der Jugendbewegung, ihr Gruppenleben weiter führten, wurde die Reichsjugendführung dagegen aktiv. 1936 startete sie gegen alle Gruppierungen, die nicht in der Staatsjugend (HJ und Jungvolk) aufgingen, die Aktion „zur Vernichtung bündischer Reste“. Dabei wurde auch Robert Oelbermann in Untersuchungshaft genommen, unter anderem unter dem Vorwurf der Homosexualität und eines Verstoßes gegen § 175. Die Nationalsozialisten hielten die Homosexualität für eine „Staatsgefahr“. Oelbermann verteidigte die gleichgeschlechtliche Liebe dagegen als „alleine staatsgründend“: So ließe sich nicht nur als „einwandfreie Tatsache feststellen, dass alle wirklichen Führer gleichgeschlechtliche Neigungen haben“, auch „alle wirklich großen Taten und Werke“ entstünden „aus diesem Trieb heraus“. Auch deswegen sei es „das größte menschliche und staatsschädigende Unrecht, die gleichgeschlechtliche Liebe als unnormal, krankhaft und strafbar hinzustellen“.
Im Juli 1936 wurde Oelbermann zu 21 Monaten Zuchthaus verurteilt. Nach Verbüßung der Strafe wurde er in „Schutzhaft“ genommen und 1937 ins KZ Sachsenhausen überstellt. Später kam er dann ins KZ Dachau, wo er am 29. März 1941 an den Folgen der Haft, die eine Sepsis in seiner alten Kriegsverwundung hervorrief, verstarb.
Robert Oelbermanns Urne wurde von Lotte Elste aus Dorweiler nahe der Burg Waldeck, die ihn auch während der Haft regelmäßig besuchte, abgeholt. Am 19. April 1941 brachte sie die Urne unter Beisein der versammelten Dorfbevölkerung von Dorweiler, die Robert und seine Wandervögel sehr schätzte, zum Friedhof. Dort liegt Robert heute gemeinsam mit seinem Zwillingsbruder Karl begraben, der am 9. Oktober 1974 auf Burg Waldeck starb.
Nach Kriegsende verhängte das Landgericht Düsseldorf im September 1948 eine Haftstrafe von drei Jahren gegen den ehemaligen Kriminalobersekretär wegen Verbrechen gegen die Menschlichkeit. Dies war eines von mehreren Verfahren, in denen die Misshandlungen geahndet wurden, welchen die Zeugen und Angeklagten im Verfahren gegen Robert Oelbermann seinerzeit ausgesetzt gewesen waren.

## Zeitzeugen und Meinungen

### Hermann Schäfer – Mithäftling in Sachsenhausen
„Der Wandervogelgedanke war der Keim zum Aufstand gegen ein brüchiges Zeitalter gewesen. Welches Zeitalter konnte brüchiger sein als dieses? In Sachsenhausen erst trat der Protest des Wandervogels von Burg Waldeck in seine eigentliche, dramatische Phase. Robert fühlte sich nur noch zur Erfüllung und zum Leitbild verpflichtet. ‚Wenn ich hier kapituliere‘, sagte er ‚dann wird der Bund sein Gesicht verlieren und keine Zukunft haben‘. Für den Bund hielt er durch. Im Angesichte der tödlichen Bedrohung fand der Gedanke von Neroth in seinem gefangenen Bundesführer nachträglich seine Inkarnation.“

### Ein unbekannter Mithäftling in Sachsenhausen
Ein Mithäftling aus dem Konzentrationslager Sachsenhausen schreibt: „Persönlicher Mut und Aufopferung für eine Sache sind selten geworden in Deutschland. Beides zahlt sich in der Welt, in der wir leben, nicht mehr aus. Der hochdekorierte Frontsoldat und Jugendführer Robert Oelbermann war darin aus anderem Holz geschnitzt. Zweifellos hätte für ihn während der ersten KZ-Jahre die Möglichkeit bestanden, in die Freiheit zurückzukehren. Der Preis dafür aber erschien ihm als Verrat an seinem Werk, an seinem Bruder und an der Jugend, der er feststehende Begriffe vom gesitteten Zusammenleben der Menschen und Völker vermittelt hatte.“

### FM – Bundesführer des Nerother Wandervogel
Fritz Martin Schulz († 2023; genannt FM), schreibt in seinem Buch „Die letzten Wandervögel“: „Es hatte nicht an Versuchen gefehlt, Robert Oelbermann vor seinem Schicksal zu bewahren. Er ging seinen Weg in den Tod auch durch seinen Glauben an die Würde des Menschen, an die schließliche Ausgärung des revolutionären Prozesses zugunsten von Rechtsstaatlichkeit, an die Notwendigkeit einer Mitarbeit im Sinne von Staatstreue. Seine politische Vorstellung war geprägt von Oswald Spenglers „Preußentum und Sozialismus“. Dass innerhalb einer Massenbewegung und eines Einparteienstaates der Untergang preußischer Haltung zwangsläufig folgen musste, hatte er nicht erkannt.“

## Gedenken

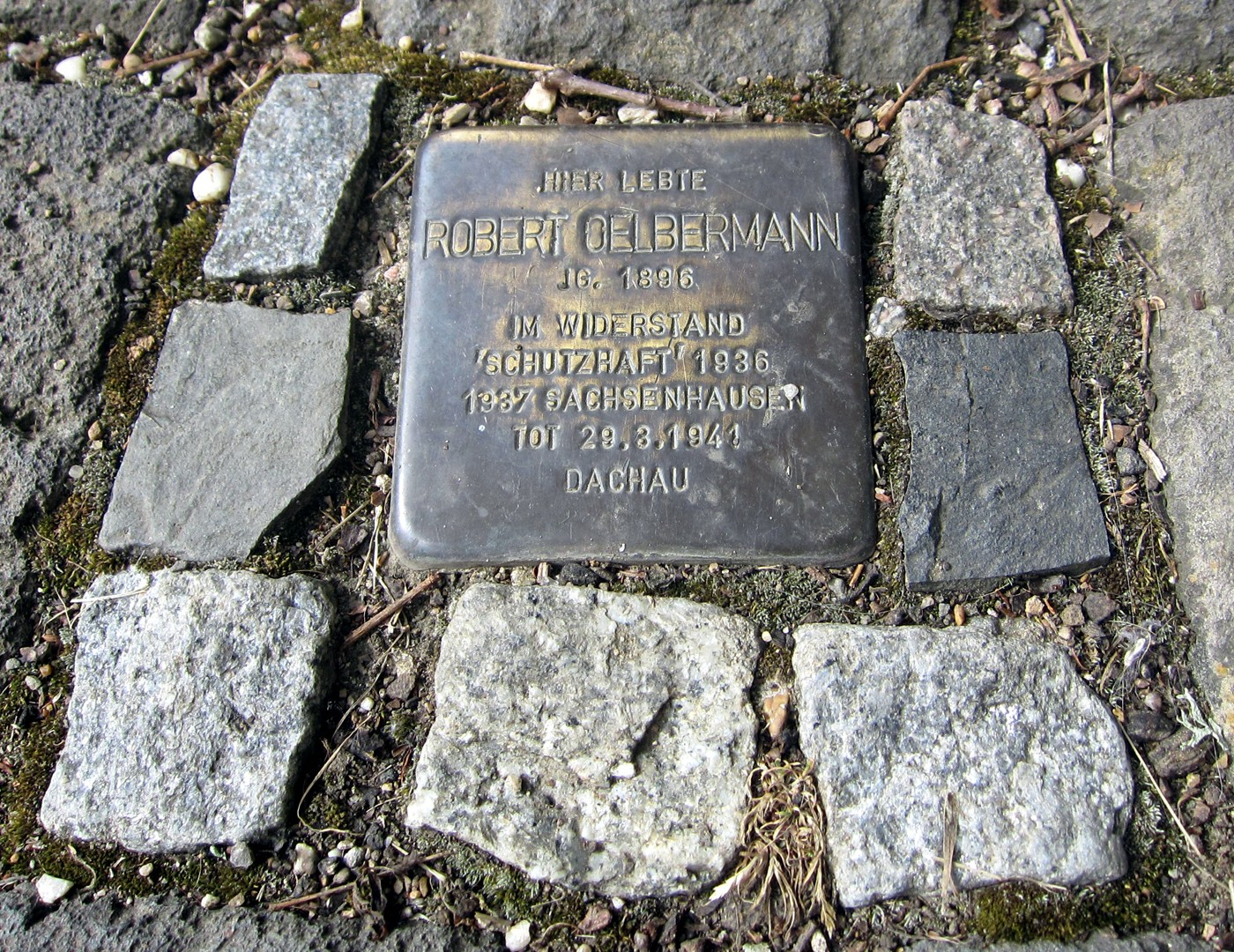
Stolperstein für Robert Oelbermann an der Burg Waldeck

Im Gedenken an Robert Oelbermann wurde am 19. Januar 2009 vor dem Säulenhaus auf Burg Waldeck durch den Künstler Gunter Demnig ein so genannter „Stolperstein“ verlegt. Der Stein trägt an der Oberseite eine Messingtafel, auf die mit Hammer und Schlagbuchstaben die Überschrift „Hier lebte“ und der Todestag eingetragen sind. Der Text lautet:
HIER LEBTE / ROBERT OELBERMANN / JG. 1896 / IM WIDERSTAND / ‘SCHUTZHAFT’ 1936 / 1937 SACHSENHAUSEN / TOT 29.3.1941 / DACHAU

## Filme von Robert Oelbermann
- 1927 – Nerother Bundestag 1927. Regie: Robert Oelbermann. Kamera: W. Heinrichsdorf.
- 1928 – Indienfahrt der Nerother Wandervögel. Regie: Robert Oelbermann. Kamera: Otto Rösner.
- 1929 – Flandern – Skandinavien. (Ein Kreuzzug der Nerother nach Flandern, Schweden und Norwegen). Regie: Robert Oelbermann. Kamera: Karl Mohri.
- 1930 – Jungens. Ein Film der Nerother in Griechenland. Regie: Robert Oelbermann. Kamera: Karl Mohri.
- 1930 – Bundestag Ehrenbreitstein. Regie: Robert Oelbermann. Kamera: Karl Mohri.
- 1930 – Deutsche Jungens wandern durch Griechenland. Erster Nerother Tonfilm der UFA. Regie: Robert Oelbermann. Kamera: Karl Mohri.
- 1930 – Hagion Oros, ein Mönchstaat auf dem heiligen Berg Athos. UFA-Film. Regie: Robert Oelbermann. Kamera: Karl Mohri.
- 1930 – Pohjola-Nordland. Finnlandfilm. Regie: Robert und Karl Oelbermann. Kamera: Mohri, Hacke.
- 1931 – Bundestag am Mosenberger Maar. Regie: Robert Oelbermann. Kamera: Karl Mohri.
- 1931 – Das Wikingerschiff. Rheinfahrt von Oberlahnstein zum Meer. Regie: Robert und Karl Oelbermann. Kamera: Theo Slickers.
- 1931 – Nerother Orientkreuzzug. Regie: Robert und Karl Oelbermann. Kamera: Theo Slickers.
- 1932 – Unter den Indianern Südamerikas. (Weltfahrt). Regie: Robert und Karl Oelbermann. Kamera: Mohri, Hartmann.
- 1932 – Fahrt zum Iguassu. (Nerother filmen Amerika. 1. Iguassu, das große Wasser) UFA-Tonfilm. Regie: Robert Oelbermann. Kamera: Mohri, Hartmann.
- 1932 – Unter Gauchos und Inkas. (Nerother filmen Amerika. 2. Unter Gauchos und Indianern ) UFA-Tonfilm. Regie: Robert Oelbermann. Kamera: Mohri, Hartmann.
- 1932 – Deutsche Auswanderer in Brasilien, UFA-Tonfilm. Regie: Robert Oelbermann. Kamera: Mohri, Hartmann.
- 1932 – Unter Majas, Inkas und Azteken. UFA-Tonfilm. Regie: Robert und Karl Oelbermann. Kamera: Mohri, Hartmann.
- 1932 – Wunderbauten aus Chinas Kaiserzeit. UFA-Tonfilm. Regie: Robert Oelbermann. Kamera: Mohri, Hartmann.
- 1934 – In den Schluchten des Balkans. Regie: Robert und Karl Oelbermann. Kamera: Karl Mohri.
- 1934 – Eine Kameradschaft zieht um die Welt. Regie: Robert Oelbermann. Kamera: Mohri, Hartmann.
- 1934 – Jungens tippeln nach Indien. Regie: Robert Oelbermann.
- 1934 – Dai Nihon, der Ursprung der Sonne. Stummfilm. Regie: Robert Oelbermann.
- 1935 – Chinesische Städte. Tonfilm. Regie: Robert Oelbermann.
- 1935 – Spanienfahrt. Regie: Robert Oelbermann. Kamera: Rudi Siebert. Synchronisation: Karl Oelbermann, H. Poppelreuther.
- 1935 – Japanfilm. Kulturfilm der Kifo. Regie: Robert Oelbermann. Kamera: Mohri, Hartmann.

## Publikationen
- Unter Toreros und Fremdenlegionären. Mit deutschen Jungen durch Spanien und Marokko. Safari-Verlag, Berlin 1928.
- Kameraden singt. Lieder der Bauhütte. (Reprint der 1. Auflage 1935) Dipa-Verlag, Frankfurt am Main 1978, ISBN 978-3-7638-0239-5.